# Diplacina erigone
Diplacina erigone is een libellensoort uit de familie van de korenbouten (Libellulidae), onderorde echte libellen (Anisoptera).
De wetenschappelijke naam Diplacina erigone is voor het eerst geldig gepubliceerd in 1953 door Lieftinck.